# Comuna Rîmaci, Liuboml
Rîmaci (în ucraineană Римачі́) este o comună în raionul Liuboml, regiunea Volînia, Ucraina, formată din satele Berejți și Rîmaci (reședința).

## Demografie
Componența lingvistică a satului Rîmaci
     Ucraineană (99,04%)
     Alte limbi (0,84%)
Conform recensământului din 2001, majoritatea populației satului Rîmaci era vorbitoare de ucraineană (99,04%), existând în minoritate și vorbitori de alte limbi.